# Гроб, Конрад

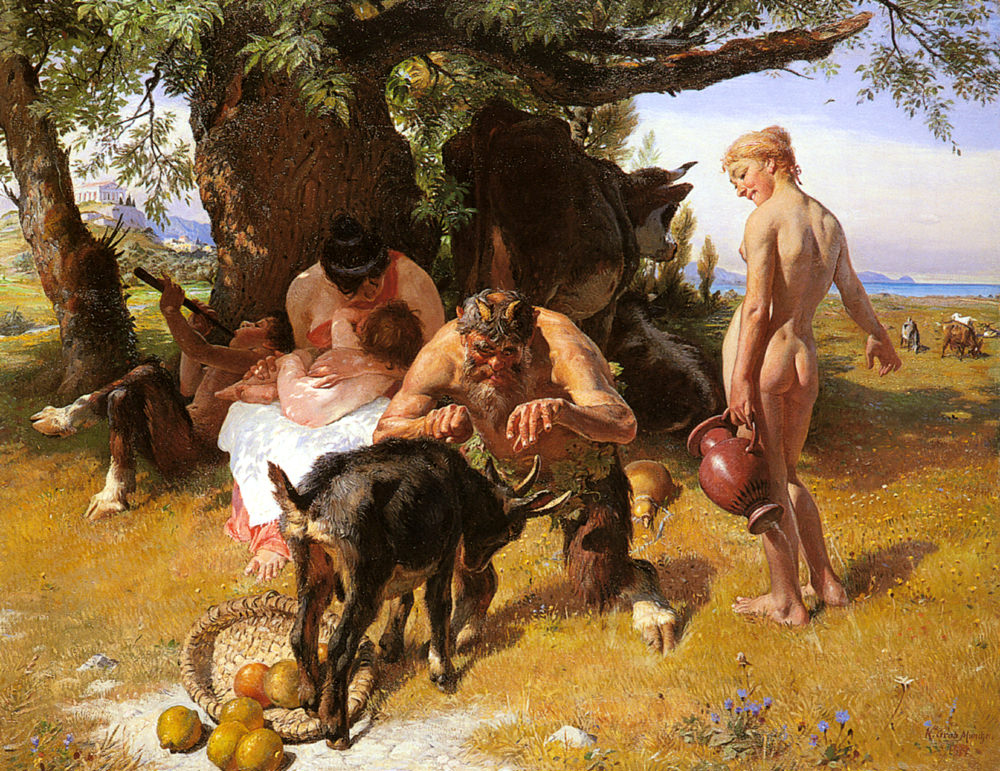
Вакханалия

Конрад Гроб (нем. Konrad Grob; 3 сентября 1828, Фельтхайм близ Винтертура — 9 января 1904, Мюнхен) — швейцарский живописец и литограф.

## Биография
Сын крестьянина. В 14 лет поступил в обучение в литографу Шёнфельду. После окончания учёбы работал литографом, сначала в Санкт-Галлене, затем отправился в Италию в Верону, а позже в Неаполь, где он жил и творил в течение более десяти лет.
Затем обучался в Мюнхенской академии художеств под руководством Артура фон Рамберга. После окончания академии открыл собственную студию.

## Творчество
Конрад Гроб, в основном, автор картин на исторические сюжеты и жанровых полотен. Кроме того, К. Гроб — талантливый литограф.
Работы живописца пользовались большой популярностью, его имя стало известным в Швейцарии. Литографии художника публиковались на страницах швейцарских газет и журналов.
В 1878 году на Всемирной выставке в Париже выставлял своё историческое полотно «Битва при Земпахе».
Позже обратился к жанровой живописи. Создал ряд картин на мифологические сюжеты.
Гроб Конрад умер в Мюнхене в возрасте 75 лет от осложнений после пневмонии.

## Галерея

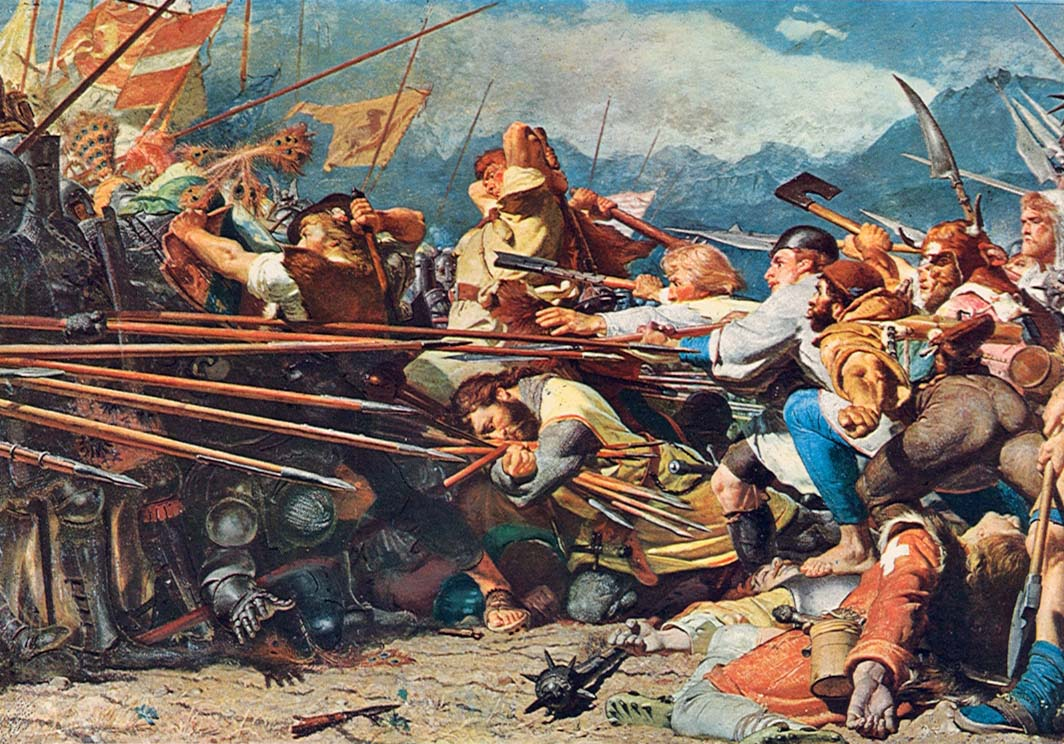
Смерть Арнольда фон Винкельрида в битве при Земпахе в 1386 году
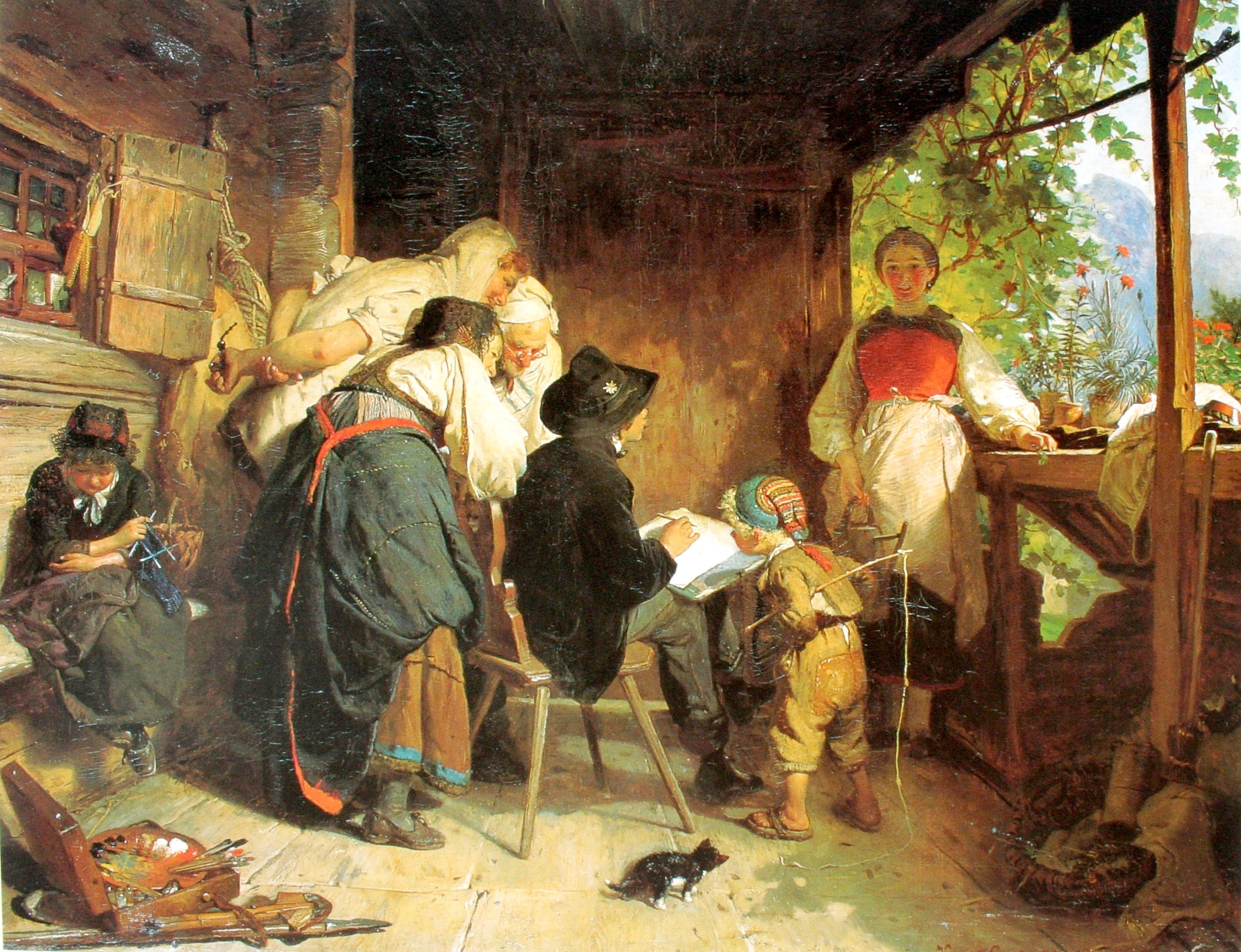
Художник на этюдах. 1872
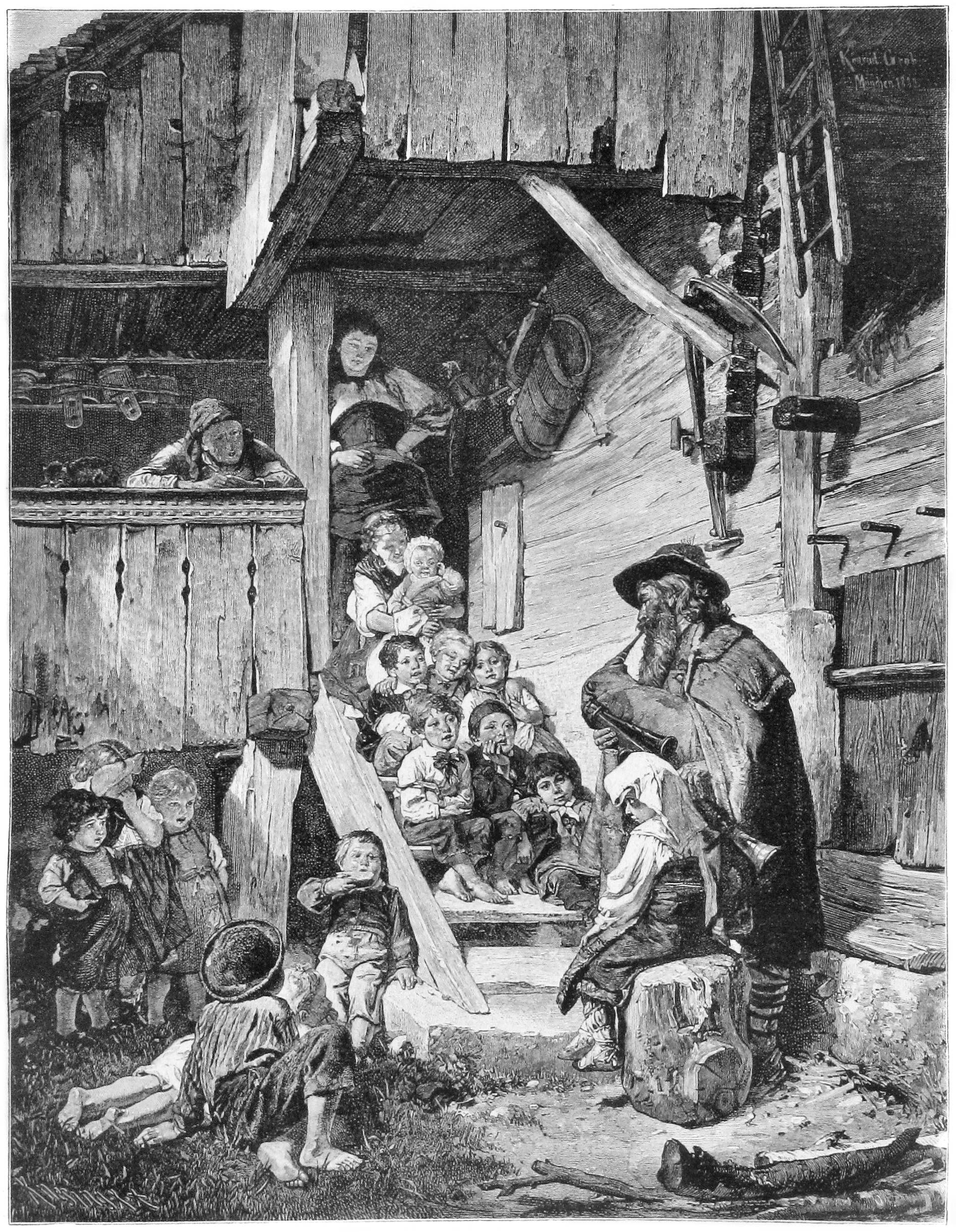
Музыкант. Литография. 1873